# Stéphane Yonnet
Stéphane Yonnet est un skieur acrobatique français né le 18 mai 1976, à Caen. Il est arrivé à Tignes à l'âge de 7 ans. Il est maintenant professeur de ski dans cette même station.
Il a remporté la médaille d'or en ski de bosse en parallèle aux championnats du monde de ski acrobatique à Whistler au Canada le 21 janvier 2001,.